# Banjo, z pytle ven!
Banjo, z pytle ven! je šesti studijski album češke glasbene skupine Banjo Band iz leta 1985.

## Seznam skladb
| Stran 1 | Stran 1                          | Stran 1 |
| Št.     | Naslov                           | Dolžina |
| ------- | -------------------------------- | ------- |
| 1.      | „Zobali vrabci, zobali‟          | 2:15    |
| 2.      | „V jádru‟                        | 2:19    |
| 3.      | „Kolečko po Václavském náměstí‟  | 3:22    |
| 4.      | „Dřevorubecké závody‟            | 1:49    |
| 5.      | „Zatloukám‟                      | 2:11    |
| 6.      | „Tak se nám ti naši mladí berou‟ | 3:14    |
| 7.      | „Čaj z lopuch‟                   | 2:04    |
| 8.      | „Cyril jedl cerel‟               | 2:14    |

| Stran 2 | Stran 2                     | Stran 2 |
| Št.     | Naslov                      | Dolžina |
| ------- | --------------------------- | ------- |
| 1.      | „Defilé u moře‟             | 2:05    |
| 2.      | „Hezký kluci to maj´ těžký‟ | 2:43    |
| 3.      | „Už mou milou rozvádějí‟    | 2:13    |
| 4.      | „Znojmo, vidím tě dvojmo‟   | 1:47    |
| 5.      | „Šmidli boys‟               | 2:10    |
| 6.      | „Zadrhnutý drc‟             | 1:42    |
| 7.      | „Pojď se mnou, brouku‟      | 2:26    |
| 8.      | „O nebezpečenstvu hor‟      | 1:51    |
| 9.      | „Bílý tatínek‟              | 1:53    |

## Zasedba
- Ivan Mládek – vokal, banjo
- Petr Kaňkovský – kitara, vokal
- Zdeněk Kalhous – klavir
- Tomáš Procházka – bobni
- Václav Dědina – tuba, bas kitara
- Vítězslav Marek – trobenta